# Mezuzá

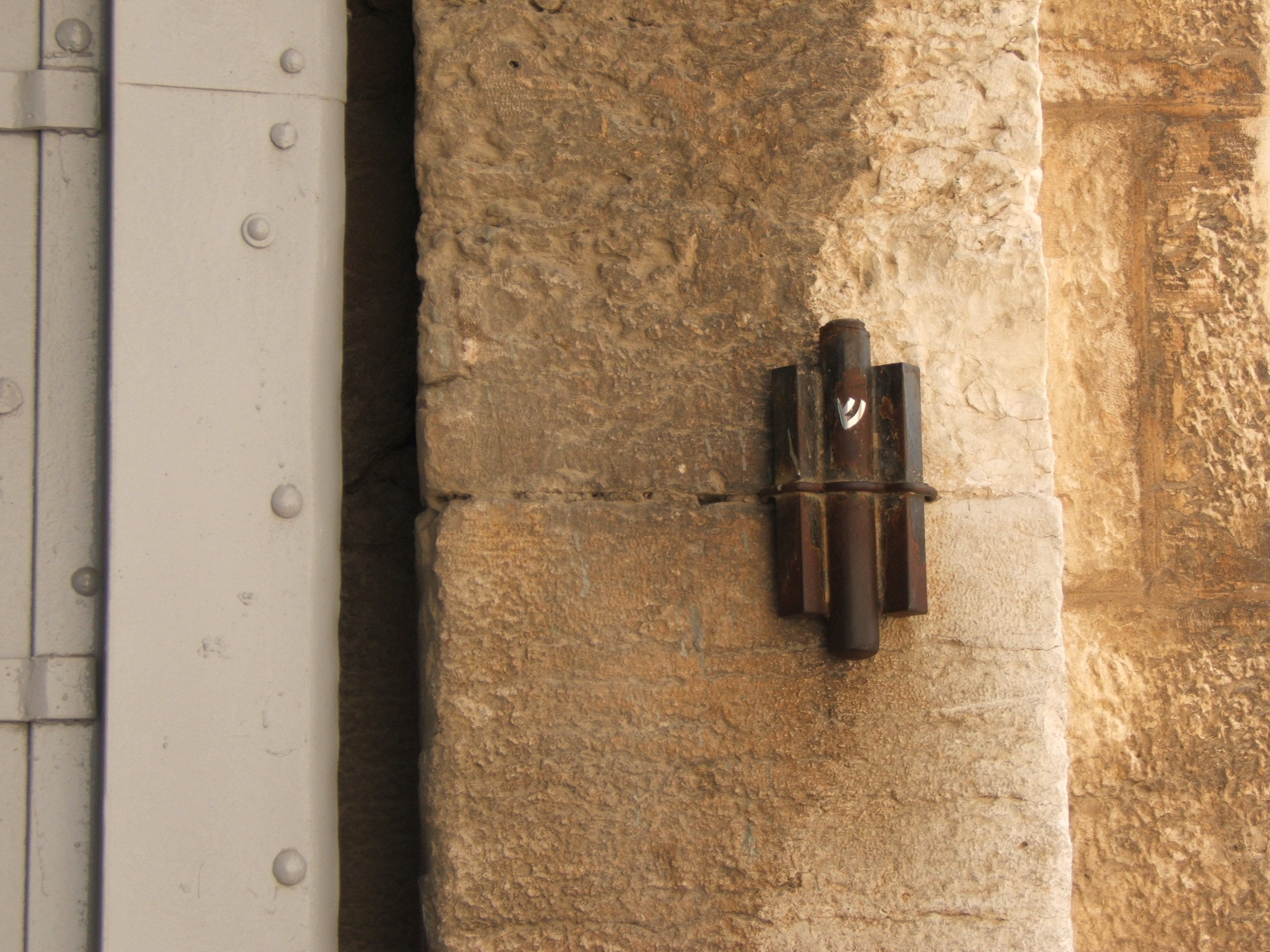
Mezuzá enclavada en la puerta de Jafa, Jerusalén (Israel), al estilo sefardí.

La mezuzá (del hebreo מְזוּזָה, «jamba de la puerta»; plural mezuzot) es un pergamino que tiene escritos dos versículos de la Torá; por lo general, se encuentra albergado en una caja o receptáculo que está adherido a la jamba derecha de los pórticos de las casas y ciudades judías. Es una de las características más singulares de las moradas de los judíos.
El precepto de fijar una mezuzá en las puertas de las casas judías es uno de los más antiguos y arraigados del judaísmo, y tiene sus fuentes en el Deuteronomio. Y su aplicación representa la protección a la familia judía en ocasión de la décima plaga que envío Dios a Egipto cuando los judíos eran los esclavos de Ramsés.

## Descripción

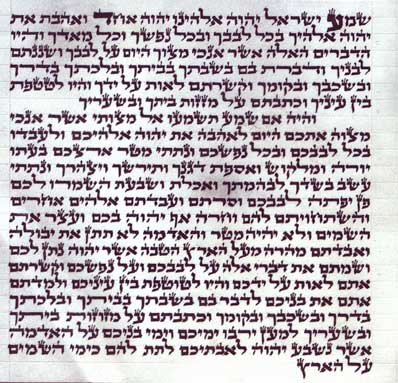
El pergamino interno de la mezuzá, con el texto de las plegarias del Deuteronomio.

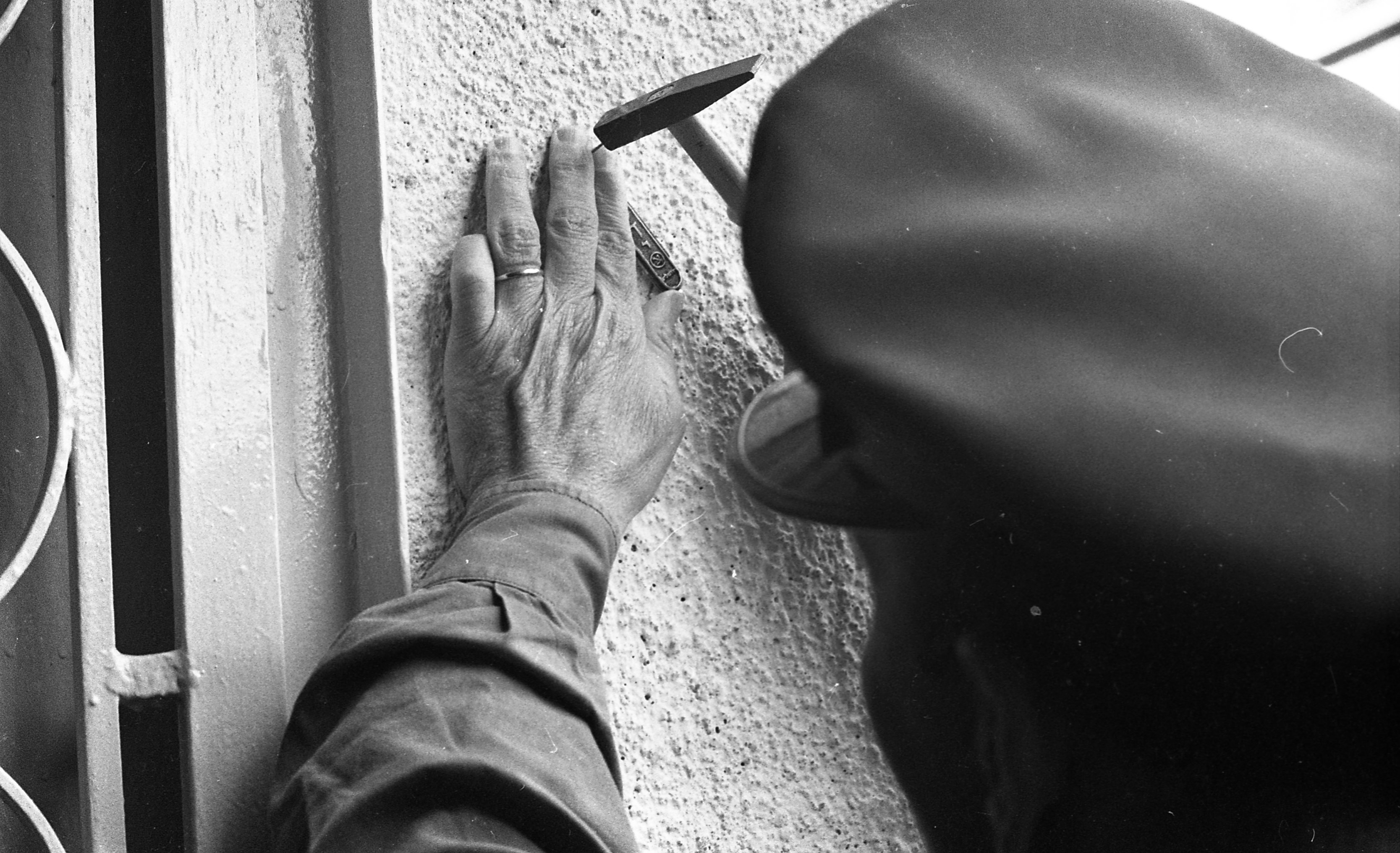
Policía israelí poniendo una mezuzá (1969)

La mezuzá consiste en un rollo de pergamino donde están inscritas dos plegarias: la más solemne del judaísmo, «Shemá Israel» (en hebreo, "שְׁמַע יִשְׂרָאֵל", "Escucha, oh Israel") y «Vehayá im shamoa» ("וְהָיָה אִם שָׁמֹעַ", "En caso de que me oyereis"). La mezuzá es albergada en una caja, generalmente cilíndrica, que puede tener muchos tamaños y decoraciones. 
Existe la falsa noción de que la mezuzá es el cilindro o receptáculo en vez del pergamino que se encuentra dentro; esto se debe a que siempre que una persona ve o piensa en la mezuzá, tiene en mente la caja que lo contiene, dado que el pergamino en su interior permanece invisible para la gran mayoría de la gente. 
La inscripción de las oraciones en el pergamino es llevada a cabo por un escriba ritual especializado, llamado Sofer Stam, que es quien también escribe a mano los rollos de la Torá. En su parte externa, la mezuzá lleva inscritas la palabra "שַׁדַּי", "Shadai", uno de los nombres de Dios, que hay quienes interpretan como iniciales de «El que cuida las puertas de Israel».

#### Mezuzá “Kasher”
A pesar de que “mezuzá” se refiere al pergamino, el término es usado coloquialmente para describir también la cajita decorativa en la que se pone este. Muchos hogares judíos tienen en sus hermosas cajitas rollos inválidos (fotocopiados o con erratas) o incluso carecen de rollo alguno, convirtiéndolo en un simple objeto decorativo.
Una mezuzá “Kasher” está escrita a mano en un pergamino genuino, preparado a partir de la piel de un animal casher. Un escriba especialmente entrenado, conocido como sofer, escribe con mucho cuidado utilizando una tinta negra especial y una pluma. Las letras deben ser escritas de acuerdo a la halajá (ley judía), y toda letra y palabra debe ser escrita correctamente. Cualquier error o letra faltante invalida todo el pergamino.
La mezuzá se fija en la base del tercio superior de la jamba derecha del pórtico principal de la casa, en posición inclinada, como compromiso entre las posturas encontradas de Rashi, según quien la mezuzá debería colocarse en posición vertical, y la de Rabbenu Tam, que sostuvo que debiera posicionarse horizontalmente. Se estila también, aunque con menor celo, colocar las mezuzót (plural de mezuzá) en las puertas internas, excepto baños. 
Respecto a las cajas que contienen las mezuzót, las hay ostentosas, fruto de finos trabajos de orfebrería y confeccionadas con materiales varios, y las hay de las más simples, incluso de plástico, siendo ritualmente irrelevante, ya que la única parte importante del arreglo es la mezuzá misma que va dentro del receptáculo. El receptáculo es meramente un medio para procurar la mayor probidad posible, conservándola incólume e intacta.
En el Éxodo, Dios les indica a los judíos marcar las jambas de su casa con sangre de un cordero para que, cuando caiga la plaga sobre Egipto, las casas marcadas no sean visitadas por la desgracia. Si bien hay quien propone que esta marca en la puerta está vinculada con la mezuzá, no hay una conexión textual o directa entre una cosa y la otra. 
Hay judíos que suelen tocar la mezuzá con la mano al pasar ante ella, tanto al entrar como al salir de la vivienda.